# Sieci Transeuropejskie
Sieci Transeuropejskie (ang. Trans-European Networks – TEN) – program przygotowany przez Unię Europejską mający za zadanie rozbudowę i modernizację sieci europejskiej infrastruktury głównych linii spinających kontynent europejski. Został utworzony na mocy Traktatu z Maastricht, w którym zapisano, iż Unia Europejska promuje rozwój sieci transeuropejskich jako kluczowego czynnika niezbędnego dla stworzenia wspólnego rynku i zapewnienia spójności gospodarczej i społecznej. Komisja Europejska przygotowała wytyczne, które określiły zakres, priorytetowe obszary i projekty, wraz z harmonogramem ich realizacji. Utworzono również specjalny instrument finansowy, który zapewnia wsparcie realizacji tych projektów.
Sieci transeuropejskie obejmują 3 obszary:
- transeuropejskie sieci transportowe, (ang.) Trans-European Transport Networks (TEN-T)
- transeuropejskie sieci energetyczne, (ang.) Trans-European Energy Network (TEN-E lub TEN-Energy)
- transeuropejskie sieci telekomunikacyjne, (ang.) Trans-European telecommunications network (eTEN).

Program zakłada współpracę pomiędzy państwami członkowskimi przy znacznym zaangażowaniu UE. W ramach rynku wewnętrznego EU program stawia sobie za cel wspieranie połączeń transportowych, a przede wszystkim wzmacnianie współdziałania operacyjnego sieci krajowych i rozszerzenie ich dostępności. Szczególną wagę program przykłada do konieczności połączenia wysp, regionów zamkniętych i peryferyjnych z centralnymi regionami EU. Instrumentem wspomagającym wysiłki finansowe państw członkowskich w ramach projektów będących przedmiotem wspólnego zainteresowania są gwarancje kredytowe, subwencje stopy procentowej oraz Fundusz Spójności. Dopełnieniem programu sieci Transeuropejskie jest program Euret.
W budżecie na lata 2014–2020 Komisja Europejska zaproponowała utworzenie nowego instrumentu „Łącząc Europę” (ang.: Connecting Europe Facility – CEF) jako sposobu finansowania rozwoju sieci transeuropejskich. Zgodnie z wnioskiem, w perspektywie 2012-2020 na CEF miałoby zostać przeznaczone ok. 40 mld euro, w tym: 21,7 mld euro na sieci transportowe. Ponadto wniosek przewiduje dedykowanie na rzecz sieci bazowej transeuropejskiej infrastruktury transportowej kwoty 10 mld euro z Funduszu Spójności. Uprawnione do ich wykorzystania byłyby wszystkie państwa członkowskie kwalifikujące się do korzystania z tego Funduszu, czyli te, w których produkt krajowy brutto na mieszkańca jest niższy niż 90% średniej dla UE-27. Proponuje się także, aby środki finansowe byłyby pozyskiwane poprzez obligacje projektowe, dzięki czemu ograniczone możliwości budżetu unijnego i budżetów poszczególnych państw członkowskich byłyby uzupełnione środkami pozyskanymi z sektora prywatnego.